# 商羊鸟属
商羊鸟属（学名：Shangyang，命名自中国神话中的神鸟商羊）是反鸟亚纲已灭绝的一个属，化石发现于中国辽宁省早白垩世的九佛堂组。模式种兼唯一种是纤细商羊鸟（S. graciles），种加词取自拉丁文“纤细”一词，指该属细长的肢骨。